# 利本塔爾 (堪薩斯州)
利本塔爾（英語：Liebenthal）是一個位於美國堪薩斯州拉什縣的城市。

## 地方資料
根據2020年美國人口普查的數據，利本塔爾的面積為0.29平方千米，當中陸地面積為0.29平方千米，而水域面積為0.00平方千米。當地共有人口92人，而人口密度為每平方千米317.24人。